# Любен Леонидов
Любен Александров Леонидов е български офицер, генерал-майор.

## Биография
Роден е на 28 май 1935 г. в София. Завършва Висшето военновъздушно училище в Долна Митрополия. В периода 30 септември 1972 – 28 септември 1976 е командир на деветнадесети изтребителен авиополк в Граф Игнатиево като полковник. От 1978 до 1979 г. е заместник-командир на десети смесен авиационен корпус. Между 14 август 1979 и 22 ноември 1981 г. е командир на десети смесен авиационен корпус. От 1980 г. е заслужил летец на Народна република България.